# Resident Evil: Retribution
Resident Evil: Retribution (bra: Resident Evil 5: Retribuição; prt: Resident Evil: Retaliação) é um filme de ação e terror de 2012, escrito e dirigido por Paul W. S. Anderson. Uma sequência direta de Resident Evil: Afterlife (2010), é o quinto título da franquia de filmes Resident Evil, que é vagamente baseada na série de jogos eletrônicos homônima. O filme se concentra em Alice (Milla Jovovich) capturada pela Umbrella Corporation, forçando-a a escapar de uma instalação subaquática no Extremo Norte, usada para testar o T-vírus.
Escrito e dirigido por Anderson, Retribution foi planejado para ser filmado consecutivamente com o sexto filme, mas Anderson decidiu focar no quinto filme. As filmagens aconteceram em Toronto, Ontário, de meados de outubro a 23 de dezembro de 2011. O filme tem muitos atores e personagens que retornaram, junto com novos personagens de videogames não apresentados nos filmes anteriores, incluindo Leon S. Kennedy, Ada Wong e Barry Burton.
O filme foi lançado em 2D, 3D e IMAX 3D com sucesso de bilheteria, arrecadando mais de US$240 milhões em todo o mundo, mas recebeu críticas avaliações negativas dos críticos, que criticaram os personagens, o enredo e a atuação, enquanto elogiaram o 3D, os efeitos visuais e a coreografia de luta. As versões para DVD e Blu-ray foram lançadas 21 de dezembro de 2012, nos Estados Unidos. Um sexto filme, Resident Evil: The Final Chapter, foi lançado em 2016.

## Sinopse
Após uma luta em que todos os sobreviventes foram mortos, Alice (Milla Jovovich) se torna prisioneira da Umbrella e descobre que a empresa anda implantando memórias em clones seus e de seus amigos para experiências virais, e que todos os dias morrem muitos clones por causa dos testes biológicos. Ela decide combater essa barbaridade e impedir que a raça humana entre em extinção. Mas para sair com vida do local, terá que passar pela chefe de segurança Jill Valentine (Sienna Guillory), que passou por uma lavagem cerebral e que agora trabalha para a Umbrella, e a clone de Rain Ocampo (Michelle Rodriguez), morta no primeiro filme da franquia e cujos clones andam sendo fabricados para experiências, e um destes clones também trabalha para a Umbrella e é uma forte e poderosa inimiga para Alice. Agora cabe a ela lutar pela sobrevivência!

## Elenco
- Milla Jovovich como Alice
- Michelle Rodriguez como Rain Ocampo
- Kevin Durand como Barry Burton[6]
- Sienna Guillory como Jill Valentine
- Ali Larter como Claire Redfield
- Shawn Roberts como Albert Wesker
- Aryana Engineer como Becky
- Colin Salmon como James "One" Shade
- Johann Urb como Leon S. Kennedy[7]
- Boris Kodjoe como Luther West
- Li Bingbing como Ada Wong[8]
- Oded Fehr como Carlos Oliveira
- Mika Nakashima como J-Pop Girl[9]

## Produção

### Desenvolvimento
Paul W.S. Anderson retornou como roteirista e diretor, Glen McPherson serve como diretor de fotografia e Kevin Phipps como desenhista de produção. Um elemento existente no quarto jogo chamado de "Las Plagas"  irá desempenhar um papel no filme e permitirá que os mortos-vivos "corram, andem de motos, e dispararem metralhadoras". Uma cena de ação tomada a partir do quinto jogo onde os personagens estão dirigindo um Hummer , enquanto são perseguido por zumbis, no filme o Hummer foi mudado para um Rolls Royce Phantom.

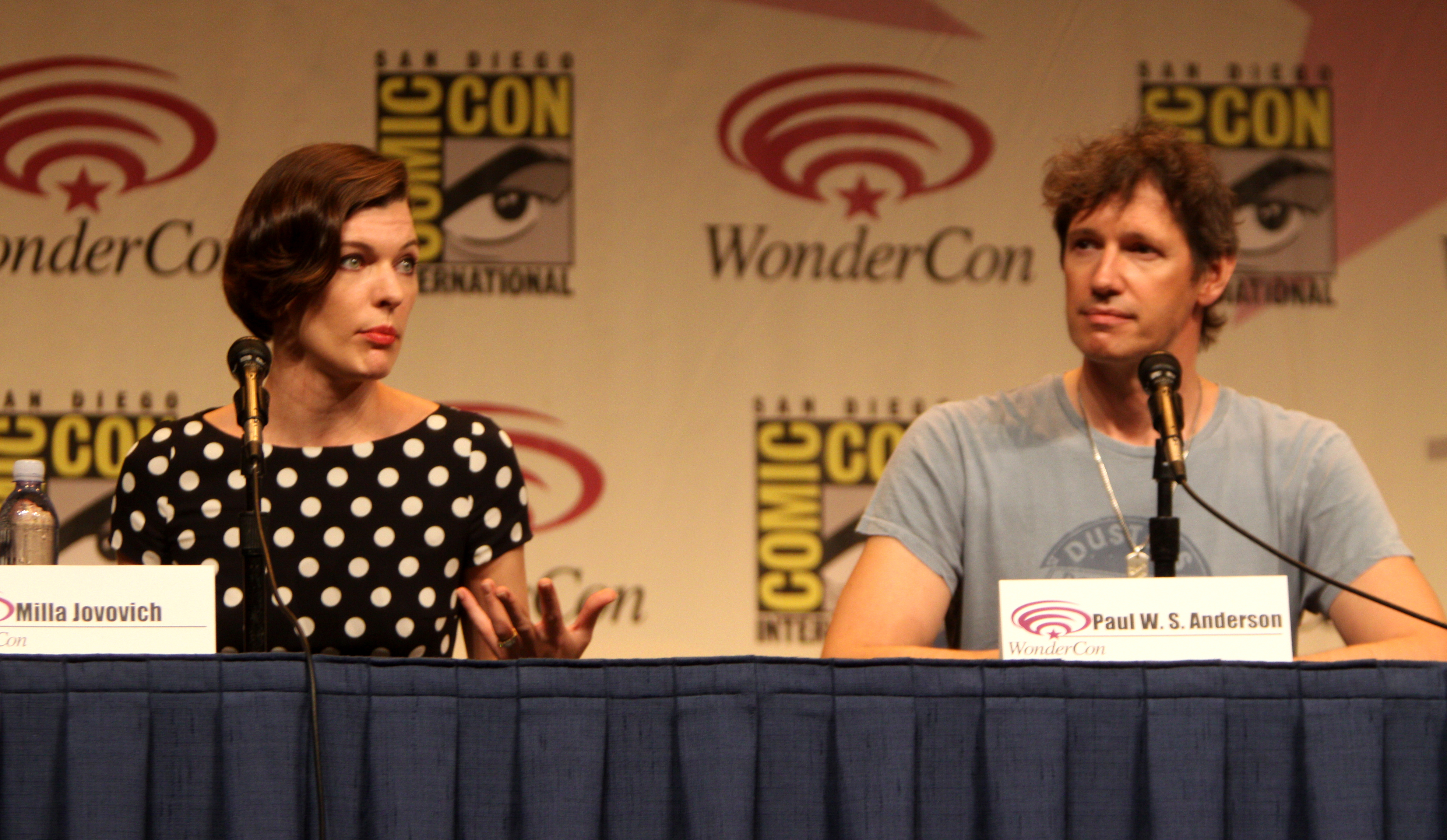
Milla Jovovich & Paul W. S. Anderson em coletiva de imprensa do filme

Voltando de filmes anterior são: Milla Jovovich como Alice, Boris Kodjoe (Luther West), Shawn Roberts (Albert Wesker). A personagem de Jill Valentine (interpretada por Sienna Guillory) tinha sido excluída deste novo episódio, mas os protestos dos fãs levaram a uma nova versão do roteiro, incluindo Jill. Colin Salmon , que James "One" Shade e Michelle Rodriguez como Rain Ocampo do primeiro filme retornaram. Oded Fehr que atuou como Carlos Olivera no segundo e terceiro filme também retornou.
Os personagens, Ada Wong (interpretada por Li Bingbing ), Leon S. Kennedy (Johann Urb) e Barry Burton (Kevin Durand) aparecem no filme. Ali Larter (Claire Redfield), Wentworth Miller (Chris Redfield) e Spencer Locke (K-Mart) não vão retornar e sua ausência será explicada por seus personagens sendo capturados pela Umbrella Corp..

### Filmagens
As filmagens começaram em 10 de outubro e duraram até 23 de dezembro de 2011 exatos 55 dias, as locações incluíram Toronto, nas instalações da Cinespace de estúdio Kipling, Times Square em Nova York, Tóquio, e a Praça Vermelha em Moscou. Resident Evil: Retribution é o segundo filme da série a ser filmado em 3D, sendo o primeiro Resident Evil: Afterlife o sistema de câmera Red Epic foi usado, o que o produtor Jeremy Bolt disse é 50% menor do que a Sony F35 que foi usada para Resident Evil: Afterlife.
Em 11 de outubro, uma plataforma entrou em colapso durante o segundo dia de filmagens e feriu 16 pessoas no set. De acordo com a polícia de Toronto, dez pessoas foram levadas para o hospital para tratamento de emergência. Lesões incluído hematomas e ossos quebrados. Equipes de emergência levaram muito tempo para determinar quais lesões foram reais já que as pessoas estavam vestidas com trajes de zumbi com sangue falso.
As ruas da Praça Vermelha foram fechadas por um dia e as filmagens de fundo foram feitas no metrô da Rússia depois que este foi fechado por cinco horas. A maioria das ruas foram construídas em conjuntos. Uma cena de ação inspirada no quinto jogo onde os personagens estão dirigindo um Hummer enquanto são perseguidos por zumbis é destaque, mas para o filme o Hummer foi mudado para um Rolls-Royce Phantom. A cena foi filmada no final de novembro em Moscou.
Durand e Roberts terminaram as filmagens na primeira semana de dezembro e Li envolto em 14 de dezembro de 2011. A cena de luta entre Jill e Alice, que envolveu mais de 200 movimentos começou a ser filmada de 14 de dezembro até o final da produção.

### Marketing
O primeiro trailer do filme foi lançado em janeiro de 2012, com a colocação em produtos da Sony, como o telefone Xperia, o PlayStation Vita e o Tablet S. Um site viral foi lançado chamado umbrellacorporation.net. O site supostamente informa as pessoas que a Umbrella está em uma turnê de recrutamento em todo o mundo em busca de "grandes mentes para ajudá-los a avançar". Em várias ocasiões, um vídeo de Alice (Milla Jovovich) mostra-se, dizendo-lhe para não confiar em Umbrella. Um segundo trailer estreou em 14 de junho, na sequência de um Q&A ao vivo, com Milla Jovovich, em Limoeiro  Pernambuco. O mesmo trailer estreou em 15 de junho, juntamente com That's My Boy.